# Сечовска-Польянка
Сечовска-Польянка (словац. Sečovská Polianka) — село и одноимённая община в округе Вранов-над-Топлёу Прешовского края Словакии.

## История
Впервые упоминается в 1272 году.
В селе есть римо-католический костел со второй половины 17 века в стиле барокко расширенный в 1762 году и греко-католическая церковь святого пророка Ильи с конца 18 века в стиле барокко—классицизма расширена в 1936 году, реконструирован в 2000 году.

## Население
| Год:                | 1994 | 2004    | 2014    | 2024    |
| ------------------- | ---- | ------- | ------- | ------- |
| Количество человек: | 2560 | 2666    | 2780    | 2619    |
| Разница:            |      | +4,14 % | +4,27 % | −5,79 % |

Национальный состав населения (по данным последней переписи населения 2001 года):
- словаки — 98,68 %,
- цыгане — 0,83 %,
- чехи — 0,15 %,
- украинцы — 0,08 %,
- венгры — 0,04 %.

Состав населения по принадлежности к религии состоянию на 2001 год:
- римо-католики — 65,56 %,
- греко-католики — 32,21 %,
- протестанты — 0,53 %,
- православные — 0,04 %,
- не считают себя верующими или не принадлежат к одной вышеупомянутой конфессии — 1,36 %.